# Museu de Rotorua

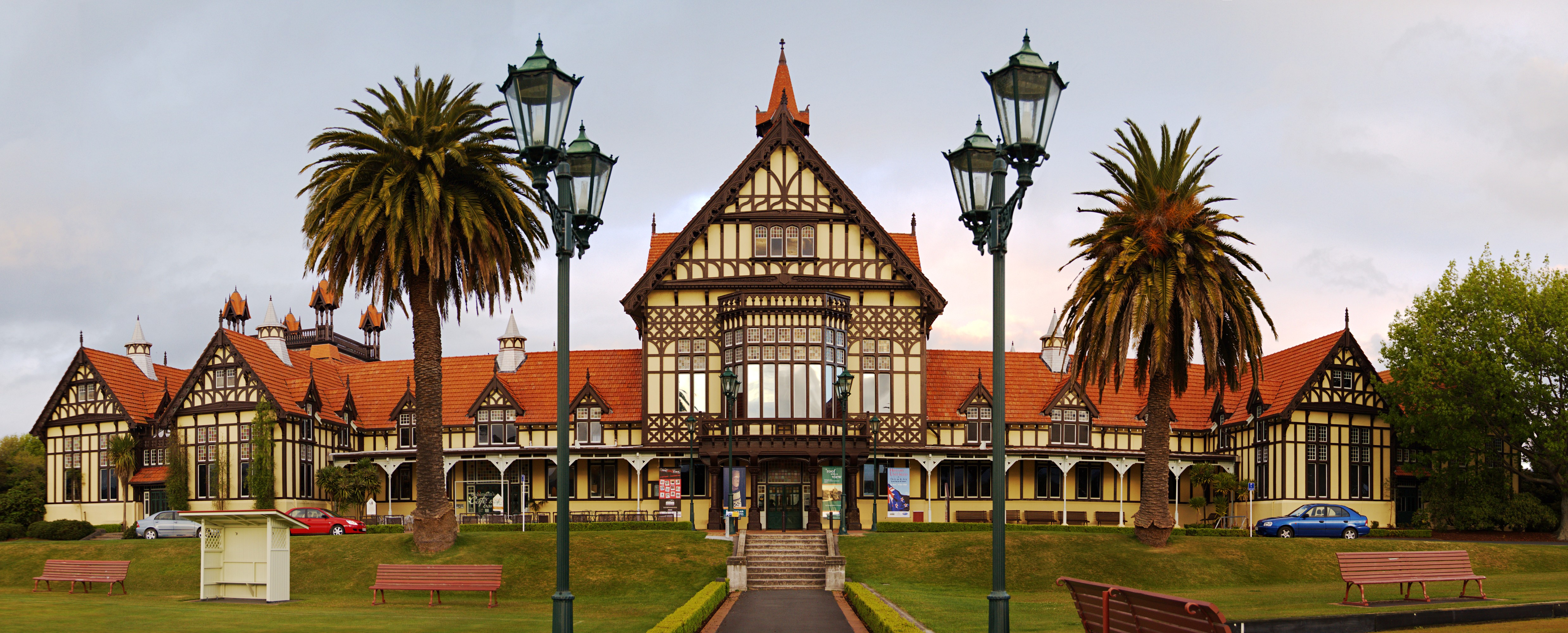
Vista frontal del Rotorua Museum

El Museu de Rotorua d'Art i Història és un museu local i galeria d'art situada a Rotorua, Bay of Plenty, Illa del Nord, Nova Zelanda.
El museu està ubicat a l'antic edifici Casa de Banys a la ciutat termal de Rotorua, ubicat als jardins de Govern. Va obrir les portes en l'ala sud de la casa del bany el 1969; i la Rotorua Art Gallery va obrir les portes a l'ala nord el 1977. El 1988, el museu i la galeria es van combinar per formar el Museu de Rotorua d'Art i Història.
El museu és administrat pel Consell de Districte de Rotorua. Compta amb col·leccions que abasten les arts plàstiques, la fotografia, la història social, i objectes Taonga de la cultura maorí.